# Шафарцикіт
Шафарцикіт (рос. шафарцикит, шафарчикит; англ. schafarzikite; нім. Schafarzikit m) — мінерал, антимоніт ланцюжкової будови. Названий за прізвищем угорського мінералога Ференца Шафарцика (F. Schafarzik), J.A.Krenner, 1921.

## Опис
Хімічна формула: FeSb2O4. Містить (%): FeO — 38,40; Sb2O3 — 61,60. Сингонія тетрагональна. Дитетрагонально-дипірамідальний вид. Кристали призматичні. Спайність досконала по (110) і (100). Густина 4,3. Тв. 3,75. Колір червоний, червоно-бурий. Двозаломлення слабке. Супутні мінерали: версиліаніт, апуаніт, валентиніт, сенармонтит, антимоніт.

## Поширення
Зустрічається в стибієвих рудах Пернек (Словаччина), на копальні Бука-делла-Вена (пров. Верхня Тоскана, Італія).